# ExcelAire
ExcelAire — чартерная авиакомпания США, базирующаяся в аэропорту Лонг-Айленд — Макартур в Ронконкоме, штат Нью-Йорк. Компания специализируется на чартерах самолётов и вертолетов по всему миру, а также управлением воздушными судами, техническом обслуживании и продаже самолётов.
ExcelAire была основана в 1993 году Бобом Шерри (англ. Bob Sherry), в настоящее время[когда?] компанию возглавляет его сын — Роберт Шерри, являющийся президентом компании. ExcelAire является подразделением Hawthorne Global Aviation Services.
По состоянию на апрель 2022 года у ExcelAire было 7 воздушных судов:
| Самолёт                   | Количество | Регистрационный номер |
| ------------------------- | ---------- | --------------------- |
| Embraer Legacy 600        | 2          | N679MS, N515JT        |
| Bombardier Challenger 604 | 1          | N604RR                |
| Cessna Citation Latitude  | 1          | N393KB                |
| Gulfstream G280           | 1          | N968UD                |
| Gulfstream G-V            | 1          | N565JT                |
| Pilatus PC-12NG           | 1          | N367JK                |